# Kriegsgefangenenlager Sigmundsherberg

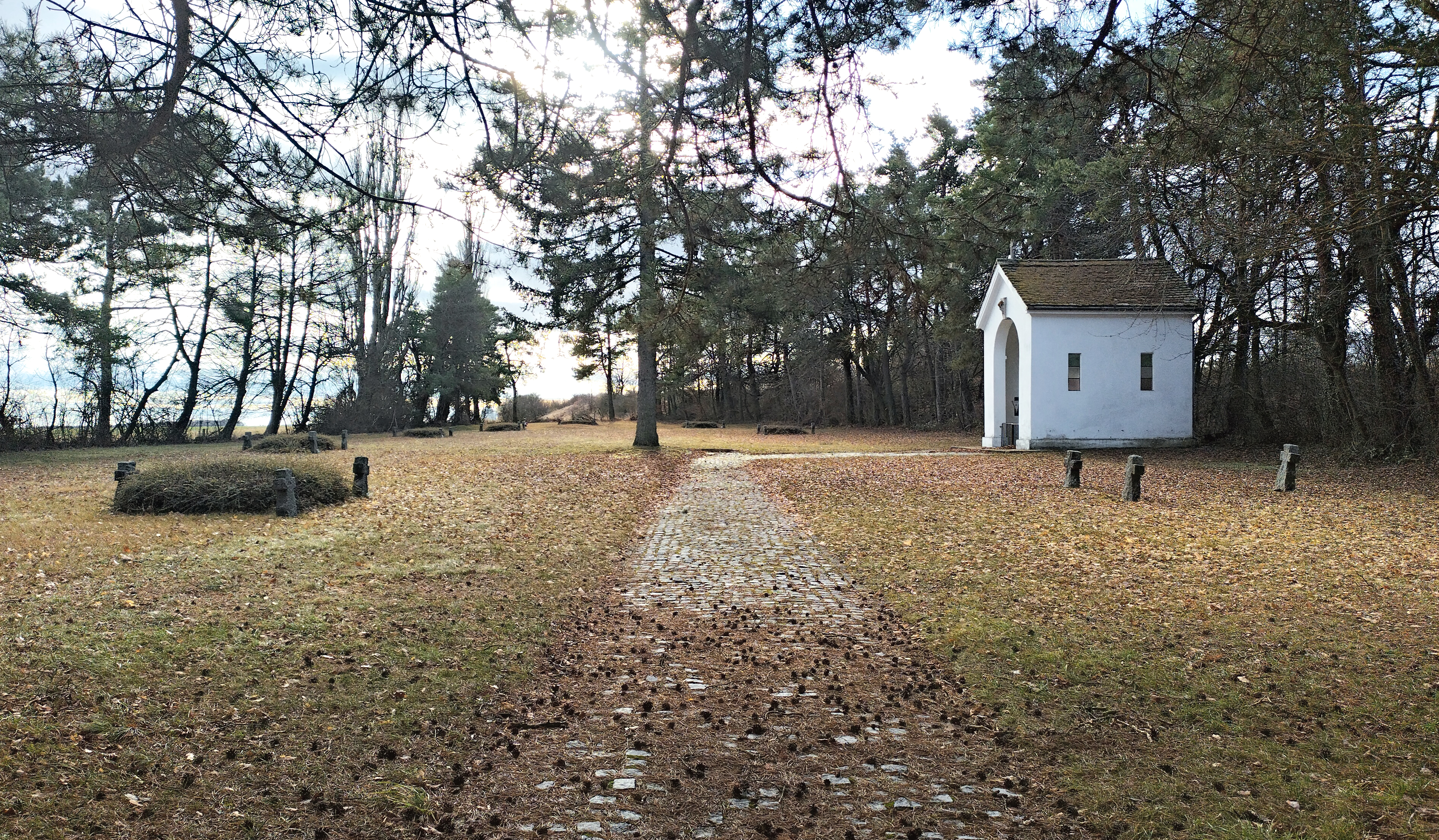
Soldatenfriedhof bei Sigmundsherberg

Das Kriegsgefangenenlager Sigmundsherberg war eines der größten Kriegsgefangenenlager der Donaumonarchie während des Ersten Weltkriegs.

## Planung
Ursprünglich war in der Presse gefordert worden, dass bei Sigmundsherberg im Waldviertel (Niederösterreich) ebenso wie in Gmünd ein Lager für Kriegsflüchtlinge aus Galizien und Ungarn errichtet werden sollte. Das Kriegsministerium in Wien entschied für Sigmundsherberg aber anders und beschloss am 11. Juni 1915 die Errichtung eines Kriegsgefangenenlagers. Das Lager sollte für eine Kapazität von 20.000 Soldaten und 200 Offizieren ausgelegt sein, und mit der Belegung sollte bereits am 5. Juli begonnen werden können.
Am 14. Juni besichtigte eine Kommission das vorgesehene Areal. Dieses wurde aber zugunsten einer günstiger gelegenen Fläche abgelehnt, und schon am 19. Juni 1915 begannen zwischen dem k.u.k. Kriegsministerium und den Grundeigentümern die Verhandlungen über eine Pacht für einen Zeitraum von zunächst zwei Jahren. Über die Höhe der Pacht kam es allerdings zu Unstimmigkeiten. Die Finanzierung der Errichtung des Lagers übernahm die Ungarische Bank- und Handels-Aktiengesellschaft. Das Lager sollte 68 Baracken für das österreichische Personal und 326 Baracken für die Kriegsgefangenen umfassen. Bedingt durch die Finanzierung aus Ungarn kamen auch ungarische Arbeiter und Firmen zum Einsatz.
Die ersten Pläne für das Lager sahen eine Belegzahl von 30.000 Gefangenen vor, im August allerdings beschloss das Ministerium eine Erhöhung auf 40.000 Mann.

## Errichtung
Der erste Bautrupp bestand aus russischen Kriegsgefangenen und hatte eine Stärke von ca. 1.500 – 1.800 Mann. Für Materialtransporte wurden Bauern aus der Umgebung engagiert. Ein Ende August 1915 fertiggestellter Gleisanschluss des Lagers erleichterte die Transportarbeiten wesentlich. 1916 begann man mit der Errichtung von Nebenlinien innerhalb des Lagergeländes. Die Unterkunftsbaracken wurden in sieben Wohngruppen zusammengefasst, die innerhalb des Lagergeländes noch einmal eingezäunt wurden. Diese Wohngruppen mit meist 21 Wohnbaracken verfügten über zwei Küchen, einen Speisesaal und einige zusätzliche Gebäude. Im Frühjahr 1916 waren Werkstätten und Magazine fertig, Straßen- und Wasserleitungsnetz gut ausgebaut, und auch die Ausstattung der Wohngruppen war fertiggestellt.

## Betrieb

### Russische Kriegsgefangene
Mit der Fertigstellung des Kriegsgefangenenlagers (KGL) Sigmundsherberg wurden die russischen Gefangenen in andere Lager (Mannschaften nach Wieselburg und Spratzern, Offiziere nach Hart bei Amstetten, Purgstall an der Erlauf und Mühling) abtransportiert. Bereits im April 1915 hatte das Königreich Italien, mit dem Österreich-Ungarn und das Deutsche Kaiserreich seit 1882 verbündet waren, die Seiten gewechselt und Österreich-Ungarn den Krieg erklärt: von den Dolomiten bis zum Isonzo hatte sich eine neue Front gebildet, an der seither mehrere verlustreiche italienische Offensiven abgewehrt worden waren, und so war auch Bedarf nach einem Lager für kriegsgefangene Italiener entstanden.
Bereits am 9. Juni 1916 war das Lager Sigmundsherberg bis auf 140 Russen geleert. Diese waren zu Erhaltungsarbeiten an der Franz-Josefs-Bahn zwischen Gmünd und Sigmundsherberg eingeteilt, sollten aber so bald wie möglich durch Italiener ersetzt werden.

### Italienische Kriegsgefangene
Gleichzeitig mit der Verlegung der Russen trafen auch bereits Transporte von der italienischen Front ein. Am 18. Juni war das Lager voll belegt. Am 3. Oktober 1916 betrug der Evidenzbestand an Kriegsgefangenen bereits 56.000 Mann.
Schwierigkeiten bereitete die große Anzahl gefangener Offiziere. Im KGL Sigmundsherberg war nur für 450 Offiziere Platz vorgesehen. Da diese im Gegensatz zu den einfachen Soldaten nicht in Schlafsälen, sondern in Einzelzimmern untergebracht wurden, herrschte bald Platzmangel in der Offiziersabteilung. Mehrfach mussten für Neuankömmlinge zusätzliche Quartiere errichtet werden. Mit der Zahl der Gefangenen aus Italien stieg auch der anfallende Brief- und Paketverkehr mit deren Heimat und dies brachte die Post- und Zensurabteilungen in arge Bedrängnis. Sie mussten ebenfalls mehrfach personell verstärkt werden.
Im Jahr 1917 begann sich die Situation im Lager zuzuspitzen. Der allgemeinen Ernährungslage in der Donaumonarchie entsprechend standen auch im Lager Sigmundsherberg hauptsächlich nur noch Rüben auf dem Speiseplan. Eine einseitige Kost, die Gesundheitsprobleme mit sich brachte. In der Anfangsphase befanden sich die eintreffenden italienischen Kriegsgefangenen noch in einem guten Gesundheitszustand, gut genährt und ordentlich bekleidet. Doch bei den Gefangenen der 12. Isonzoschlacht handelte es sich bereits um ausgehungerte, erschöpfte und schlecht bekleidete Männer, meist aus den südlichen Regionen des Landes.
Dem Lager zusätzlich zugeteilte Aufgaben wie der Betrieb einer Paketsammel- und Sortierstelle beanspruchten viel Platz, der dann für die ordnungsgemäße Unterbringung der Gefangenen fehlte. Die Paketsammel- und Sortierstelle hatte die Aufgabe, die für die Kriegsgefangenen aus Italien, Serbien, Rumänien, Montenegro und England kommenden Pakete in Empfang zu nehmen, zu sortieren und an die entsprechenden Gefangenenlager beziehungsweise Arbeitsplätze weiterzuleiten.
Eine zur Lagerkirche umgebaute Baracke, die Einrichtung eines Lagertheaters und von Kursräumen (Gefangene unterrichteten hier ihre Kameraden) verhinderten zwar einen „Lagerkoller“, verschärften aber die Platznot in den Baracken, die man zum Teil durch dreistöckige Etagenbetten zu beheben versuchte.
Die steigende Zahl von verwundet oder krank eingelieferten Gefangenen machte eine Erweiterung des Lagerkrankenhauses nötig, was wieder zu Lasten der allgemeinen Aufnahmekapazität des Lagers ging.
Während der warmen Jahreszeit hatte sich die Lagerleitung bemüht, die Gefangenenzahl im Lager dadurch zu senken, dass sie Gefangene an auswärts gelegene Arbeitsplätze vermittelte. So war etwa eine große Anzahl italienischer Kriegsgefangener an der Errichtung der Floridsdorfer Hochbahn in Wien als Bauarbeiter beteiligt. Doch mit Beginn der kalten Jahreszeit kehrten die saisonbedingt nicht mehr benötigten Arbeitskräfte oft ebenfalls unterernährt in ihr Stammlager zurück.
Der große Zustrom an Gefangenen sorgte außerdem dafür, dass die Seuchenprävention an den Rande des Zusammenbruchs geriet und die Ausbreitung von Epidemien drohte.
Früher als gewöhnlich waren im Herbst 1917 die Temperaturen gesunken und es hatte die Heizperiode begonnen. So sah sich die Lagerverwaltung gezwungen, mit den Heizmaterialien zu sparen, was sich in den zugigen Holzbaracken sofort bemerkbar machte und bei den geschwächten Männern Krankheiten auslöste oder verstärkte. Die Sterblichkeitsrate im Lager erhöhte sich. Ab dem Jahr 1918 mussten aus Mangel an Kleidung die Toten nackt in ihren Särgen beerdigt werden, ihre Kleider wurden weiter verwendet.
Im Jänner 1918 war das Kriegsgefangenenlager Sigmundsherberg mit rund 7.000 Mann überbelegt. Von der Zensurstelle abgefangene Briefe der Gefangenen haben immer wieder den Hunger, die Kälte und den Tod zum Thema. Das Lagerkommando appellierte dringend, aber vergeblich an das Kriegsministerium, keine weiteren Kriegsgefangenen zu schicken. Auch die Bitten, keine weiteren Offiziere (denen bessere Unterbringung zustand) mehr nach Sigmundsherberg zu verlegen, blieben ungehört. Der im KGL Sigmundsherberg inhaftierte italienische General Rocca machte mit zwei Stabsoffizieren in einem gemeinsamen Brief an das österreichische Kriegsministerium auf die Lage der Gefangenen aufmerksam. In seiner Antwort rechtfertigte sich das Kriegsministerium mit der allgemeinen Kriegsnot und dem Verhalten der Kriegsgefangenen selbst (Vandalismus), in einem Brief an die Lagerverwaltung räumte das Ministerium dagegen ein, dass die Beschwerden zu Recht bestanden. Die Leistung der Lagerverwaltung wurde in Anbetracht der allgemeinen Lage ausdrücklich gewürdigt. Erst im April 1918 besserte sich die Situation, als endlich die für Sigmundsherberg vorgesehenen Gefangenentransporte (Mannschaften und Offiziere) nach Braunau am Inn umgeleitet wurden. Trotzdem hatte die Lagerverwaltung rund 120.000 Gefangene in Gewahrsam, von denen sich allerdings rund 100.000 Mann außerhalb des Lagers befanden. Eine weitere Verbesserung der Situation brachte der im März 1918 beginnende Invalidenaustausch. Invalide Kriegsgefangene wurden entweder direkt von Sigmundsherberg nach Italien transportiert oder ins KGL Mauthausen gebracht und von dort nach einer ärztlichen Kontrolle in die Heimat transportiert.
Der Frieden mit Russland Anfang März 1918 brachte eine neue Situation. Durch den Abtransport der russischen Gefangenen in ihre Heimat wurden zahlreiche für den Krieg wichtige Arbeitsplätze frei und diese sollten laut Erlass des Kriegsministeriums (23. Mai 1918) mit Italienern nachbesetzt werden. Als Folge der Durchführung dieses Erlasses trat im Lager Sigmundsherberg ein Mangel an arbeitsfähigen Kriegsgefangenen ein.

### Machtwechsel
Seit dem Oktober 1918 befand sich Österreich-Ungarn praktisch in Auflösung, die vernichtende Niederlage in der Schlacht von Vittorio Veneto am 28. Oktober beschleunigte diesen Prozess dramatisch. Im KGL Sigmundsherberg hatten die Wachsoldaten am Morgen des 1. November noch normal ihren Dienst angetreten, ihre Posten dann aber in großer Zahl heimlich verlassen und waren fahnenflüchtig geworden. Von der Lagerleitung bemerkt wurde dies erst, als die italienischen Kriegsgefangenen einen Auflauf bildeten und ungehindert von Wachpersonal frei durch das Lager marschierten. Der österreichische Lagerkommandant Oberst Buresch ging ihnen entgegen, aber ihm blieben nur noch Verhandlungen, da ihn die Desertion der Wachmannschaften der Möglichkeit beraubt hatte, seine Kommandogewalt durchzusetzen.
Die Italiener übernahmen daraufhin das Kommando. Italienische Soldaten traten zur Lagerwache an und italienische Offiziere patrouillierten durch die umliegenden Dörfer, um eventuelle Exzesse durch italienische Soldaten zu verhindern. Zwar blieb alles ruhig und es waren keine besonderen Vorkommnisse zu melden, doch kam das Gerücht auf, 12.000 Soldaten aus Italien hätten die nahe gelegene Stadt Horn gestürmt und in Schutt und Asche gelegt. Außerdem waren einige Kanzleiräume der Lagerverwaltung aufgebrochen und durchwühlt worden, und die Telefonanlage war hierbei beschädigt worden, doch konnte nicht mehr festgestellt werden, ob marodierende österreichische Soldaten oder italienische Gefangene dafür verantwortlich waren. Meldung über diese Vorgänge wurde erst am 2. November an das Kriegsministerium erstattet. Dort aber war man mit dem Krieg und den Waffenstillstandsverhandlungen und dem Zusammenbruch der Monarchie so sehr beschäftigt, dass die Hilferufe des Lagerkommandanten Buresch ungehört blieben, der gemeinsam mit seinen Offizieren die Stellung hielt, „um die österreichischen Interessen zu wahren“. Wieder wurde verhandelt, aber ohne bewaffnete Unterstützung war Oberst Buresch machtlos. Die gesamte Lagerverwaltung wurde von den Italienern übernommen, die sich zu freien Soldaten erklärten.
Am 3. November wurde der Waffenstillstand mit Italien unterschrieben, der am 4. November 1918 in Kraft trat. In einem Brief vom 7. November an das Kriegsministerium ersuchte Oberst Buresch für die österreichischen Offiziere um die Erlaubnis, das Kriegsgefangenenlager Sigmundsherberg verlassen zu dürfen, da ihre Anwesenheit unter den herrschenden Umständen unnütz sei. Außerdem kümmerten seine Offiziere sich ohnehin fast nur noch um ihre eigenen Angelegenheiten und waren ihm keine große Hilfe mehr. An den italienischen Kommandanten appellierte er, die Diebstähle von Lebensmitteln und sonstigen Ausrüstungsgegenständen durch die österreichische Zivilbevölkerung zu unterbinden. Große Hoffnung setzte Oberst Buresch zunächst in die neu gegründete Volkswehr, doch deren Angehörige ignorierten ihn. Unterdessen liefen die Abtransporte italienischer Soldaten in ihre Heimat weiter. Zwischen dem 4. und 8. November verließen 800 Offiziere und 15.000 Soldaten Sigmundsherberg Richtung Heimat. Die sinkende Zahl der Italiener und dadurch bedingte schlechtere Bewachung des Lagers ließ bald wieder eine Zunahme von Diebstählen durch Zivilisten erwarten. Oberst Buresch, der zwischen Pflichtbewusstsein und Resignation schwankte, forderte vom Kriegsministerium Soldaten an, um das Lager bewachen zu können. Falls sein Ansuchen nicht erfüllt werden sollte, würde er sich krankmelden. Die Antwort ließ auf sich warten.
Am 11. November blieb Oberst Buresch enttäuscht in seinem Privatquartier. Noch wollte er in Sigmundsherberg ausharren für den Fall, dass er doch noch etwas tun könnte. Eine telefonische Nachricht vom 12. November 1918 teilte ihm mit, dass er Sigmundsherberg nicht zu verlassen und das Lagerkommando weiterzuführen habe. Dagegen protestierte der italienische Lagerkommandant, Oberst Menna, der sich als „kommandierender Oberst des königlich italienischen Detachements in Sigmundsherberg“ bezeichnete, denn er könne die Koexistenz von zwei Lagerkommandos nicht zulassen. Sehr wohl aber könne er die Anwesenheit eines Vertreters der österreichischen Regierung in Sigmundsherberg akzeptieren, solange dieser seine Autorität anerkenne und ihn bei der Ausübung seiner Tätigkeit nicht behindere.
Der Deutsch-Österreichische Nationalrat erkannte die zu kriegsführenden Truppen ernannten ehemaligen Kriegsgefangenen an und ermöglichte auf Verlangen von Oberst Menna sogar eine drahtlose Verbindung mit der Obersten Italienischen Heeresleitung. Die im Lager vorhandenen Lebensmittel wurden von den Italienern als Kriegsbeute angesehen. Man wollte aber die notleidende österreichische Bevölkerung nicht völlig übergehen, und so wurde alles Entbehrliche dem italienischen und österreichischen Roten Kreuz gespendet. Außerdem wurde nachgeforscht, wie viele italienische Soldaten sich in österreichischen Spitälern befanden, um auch sie zusätzlich mit Lebensmitteln zu versorgen. Im Lager setzte ein schwungvoller Handel mit Lebensmitteln aus den Lagervorräten ein, und Teile der Umzäunung wurden abmontiert und verkauft. Die 150 Mann Volkswehr waren zu wenig, um diese Vorgänge zu unterbinden. Allerdings zog sich nun Oberst Menna den Unwillen seiner Soldaten zu. Durch sein Beharren auf einem Verbleiben in Sigmundsherberg als italienischem Stützpunkt verzögerte er den Heimtransport seiner Männer. Für die österreichischen Behörden bot sich ein unübersichtliches Bild. Trotzdem wurde im Dezember 1918 ein Liquidierungskommando entsandt, das die Auflösung des Lagers vorbereiten sollte. Allerdings hatten die Österreicher keinen Zugriff auf die Lebensmittel – diese wurden, wie auch die Holz- und Kohlevorräte und weitere im Lager befindliche Ausrüstungsgegenstände, als italienische Kriegsbeute betrachtet. Erst allmählich gelang es dem Liquidierungskommando unter Major Novak, die Aktivitäten von Oberst Menna zu beschränken und die gestellte Aufgabe zu erfüllen.

### Wieder österreichisch

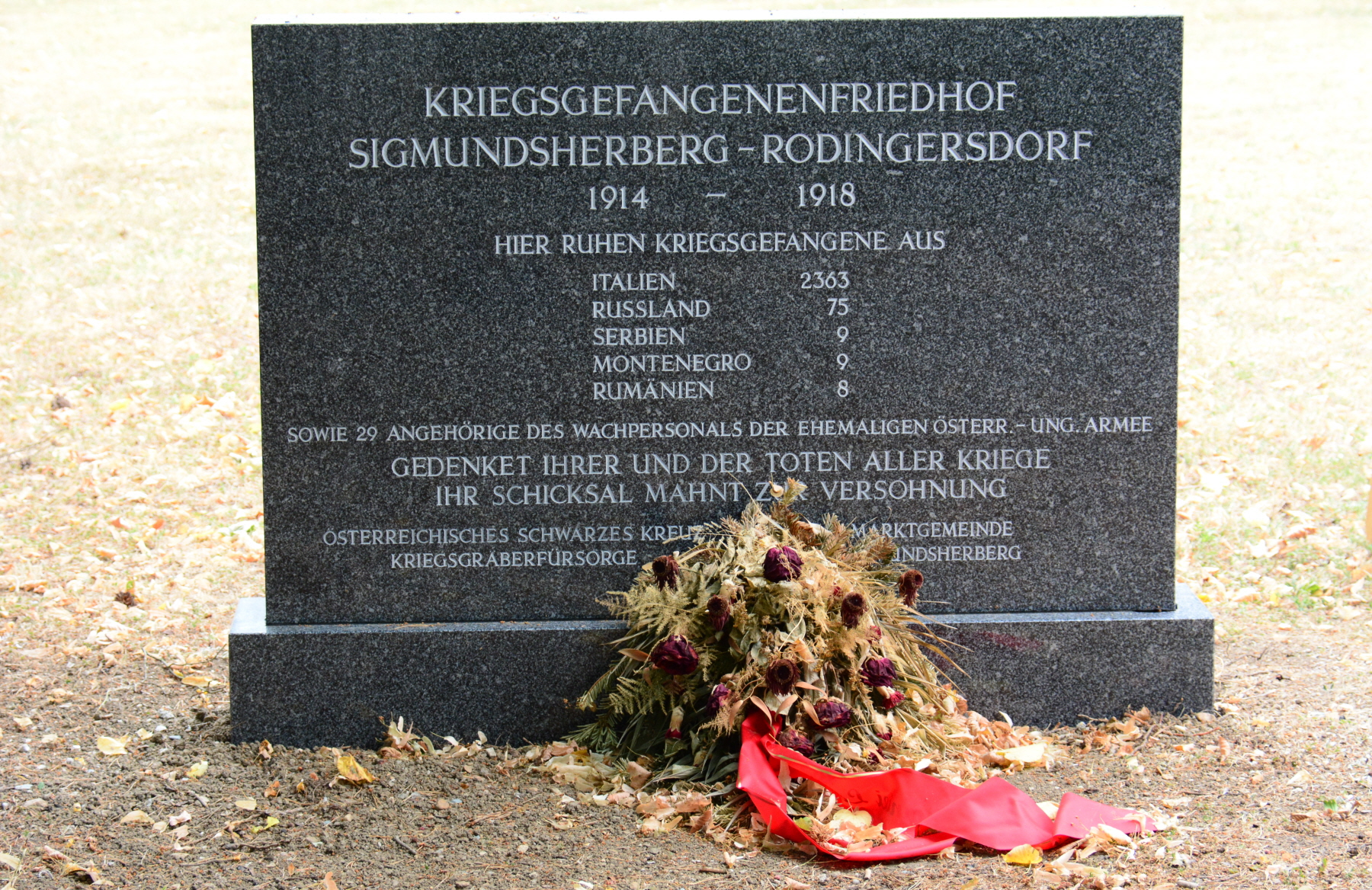
Gedenkstein am ehemaligen Lagerfriedhof

Am 2. Januar 1919 übernahmen wieder die Österreicher das Kommando im Kriegsgefangenenlager Sigmundsherberg. Oberst Menna und seine Männer verließen Sigmundsherberg am 2. und 3. Jänner 1919. Zurück blieben nur drei italienische Offiziere, die dem neuen österreichischen Lagerkommandanten, Oberstleutnant Sieba, das Lager übergeben sollten. Der Verlust von Unterlagen während des italienischen Kommandos bereitete erhebliche Schwierigkeiten, doch gelang es trotzdem innerhalb eines Monats, eine genaue Inventarliste zu erstellen und die Vorbereitungen für die Sachdemobilisierung zu treffen. Die letzten Italiener verließen Sigmundsherberg am 14. Februar und am 20. Februar 1919 wurde das Lager der Hauptanstalt für Sachdemobilisierung übergeben.
Nutzlos gewordene Inventarteile wurden bedürftigen Institutionen zugeteilt – so kamen z. B. die Ausstattung von Schlacht- und Kühlhaus sowie die Bäckerei an Spitäler in Wien – oder zum Verkauf angeboten. Dabei ging es um Kleinteile wie Nägel und Schrauben genau so wie um ganze Baracken. Besonders beliebt bei der Bevölkerung der umliegenden Dörfer waren die Gummiräder für Flugzeuge aus dem Flieger-Arsenal. Diese Räder wurden meist für Schubkarren verwendet. Mit dem Jahresende 1919 war das Kriegsgefangenenlager Sigmundsherberg im Waldviertel ein abgeschlossenes Kapitel der Geschichte.

## Lagerfriedhof
Die ersten neun verstorbenen Gefangenen wurden noch auf den Ortsfriedhöfen von Rodingersdorf und Maigen bei Sigmundsherberg beigesetzt. Für alle übrigen stand bereits der eigens errichtete Lagerfriedhof zur Verfügung. Auf dem heute abseits an der Trasse der Kaiser-Franz-Josephs-Bahn gelegenen Friedhof wurden laut Gedenkstein über 2.400 Soldaten (davon 2.363 Italiener) beerdigt. Daneben kursieren auch andere Zahlen, in ungefähr gleicher Größenordnung.
1917 wurde von italienischen Kriegsgefangenen ein Denkmal in Form einer Frauenstatue errichtet, das den verstorbenen Kriegsgefangenen gewidmet ist. Nach dem Krieg wurde dieses Denkmal mit einer kleinen Kapelle überbaut. Heute präsentiert sich der Lagerfriedhof als ebene Rasenfläche mit wenigen Steinkreuzen, der Kapelle und dem Friedhofskreuz.

## Flieger-Arsenal
Zwischen Februar und März 1917 wurde neben dem Kriegsgefangenenlager Sigmundsherberg das Flieger-Arsenal errichtet. Hier sollten aus erbeuteten und abgeschossenen feindlichen Flugzeugen brauchbare Teile ausgebaut und einer Weiterverwendung in eigenen Flugzeugen zugeführt werden. Aus den ins Flieger-Arsenal gebrachten Flugzeugteilen wurden die Armaturen und Instrumente ausgebaut und entweder repariert oder – wenn dies nicht möglich war – nach Metallsorten sortiert wiederverwertet. Nicht sofort benötigte Bestandteile wurden hier eingelagert.